# Haraszthy Géza
Haraszthy Géza (angolul: Gaza Haraszthy) (Pest, 1833. december 27. – Corinto, Nicaragua, 1878. december 17.) magyar származású amerikai katona, harcolt az amerikai polgárháborúban az unionisták oldalán, majd a nicaraguai polgárháborúban vett részt.

## Életútja
Apja Haraszthy Ágoston kaliforniai szőlőtermesztő és borász, anyja Dedinszky Eleonóra nemesi származású asszony. Haraszthy Géza a család legidősebb fia, apja mellett Nicaraguában élt egy ideig, majd az Egyesült Államokban Annapolisban (Maryland) tanult a tengerészeti akadémián. Az USA hadseregének katonája lett, négy évi szolgálat után „honorable discharge”-al szerelt le. Az amerikai polgárháborúba 1863 június 28-án kapcsolódott be, New Yorkban belépett a 18. New York-i lovasezred „B” századába az unionisták oldalán. Hadnaggyá, majd századossá léptették elő. Korán átesett a tűzkeresztségen, az ezredet, amelyben szolgált visszarendelték New Yorkba, mert ott a frissen bevezetett sorozási törvény hatására zavargások törtek ki, az ezred felderítési és rendfenntartó szerepet látott el 1864 februárjáig. 1864 február 16-án az Öböl Főparancsnokság alá osztották be az ezredet. 1864 március 7-től Nathaniel P. Banks dandártábornok parancsnoksága alatt az 5. lovasdandár részeként a Mississippi-folyó felé kellett nyomulniok a Mexikói-öbölből kiindulva. 1864 május 17-18-án részt vett Yellow Bayounál (Louisiana) vívott csatában, mely egyben Banks tábornok balsikerű Red River (=Vörös folyó) folyó hadjáratának végét jelentette. A csatában az északiak stratégiai győzelmet arattak ugyan, mert fedezni tudták visszavonulásukat észak felé, de Haraszty Géza maga és századának nagy része a déliek fogságába esett a Vörös folyó mellett. Haraszthyt elfogták, megszökött, megint elfogták, halálra ítélték a konföderációsok, a Camfort nevű táborhelyükön akarták kivégezni, az mentette meg, hogy sikerült kicserélni. Haraszthy Géza bátorságáért őrnagyi rangot kapott.
A polgárháború befejezése után Haraszthy Géza Kaliforniába ment földet művelni, majd részt vett a nicaraguai háborúban. A forradalom alatt „Captain Comissioner”-nek nevezték ki, majd „colonel” rangot kapott és Leónban (Nicaragua) ő lett a lovasság főparancsnoka ezredesi rangban. 1878-ban hunyt el Corinto (Nicaragua) melletti ültetvényén.

## Magánélete
Nőtlen ember volt.